# 派對X計劃
《派對X計劃》（英語：Project X）是一部2012年美國尋獲佚失青春喜劇片，由Nima Nourizadeh導演，Michael Bacall和Matt Drake編劇，製作人是陶德·菲利普斯。主演有湯瑪斯·曼恩、奥利弗·库珀和乔纳森·丹尼尔·布朗。

## 劇情
汤玛斯要过生日了，他在学校里的两个好友科斯塔和JB打算为他筹办一场最疯狂的party，洗刷掉三人的屌丝身份。趁汤玛斯父母出去度周末，三人开始着手准备，他们向高中所有能接触到的同学发出了邀请，用假身份证买了酒，还搞来了摇头丸。入夜，原本担心无人前来的三人看着一波波人潮心花怒放，尤其是其中还有许多陌生美女，令三人更加荷尔蒙爆棚。人越来越多，派对也越来越疯狂，邻居投诉不断，无法阻止人们上楼和进父亲书房......汤玛斯感到越来越不安，但是科斯塔始终鼓动他享受疯狂，随着近两千人聚集，事态再也非三个少年能掌控......

## 演員
- 湯瑪斯·曼恩 飾 湯瑪斯
- 奥利弗·库珀（英语：Oliver Cooper） 飾 科斯塔
- 乔纳森·丹尼尔·布朗（英语：Jonathan Daniel Brown） 飾